# Ган (Рейнланд-Пфальц)
Ган (нім. Hahn) — громада в Німеччині, розташована в землі Рейнланд-Пфальц. Входить до складу району Рейн-Гунсрюк. Складова частина об'єднання громад Кірхберг.
Площа — 5,29 км2. Населення становить 197 ос. (станом на 31 грудня 2020).